# Kakaduji
Kakaduji so ptiči iz družine Cacatuidae. Ta družina obsega 21 vrst in skupaj z družino Psittacidae (prave papige) sestavlja red Psittaciformes. Ime kakadu izvira iz malajske besede za te ptice, kakaktua; dobesedno bi to prevedli kot starejša sestra (iz kakak, sestra in tua, star).